# 朗根贝格
朗根贝格是德国北莱茵-威斯特法伦州的一个市镇。总面积38.31平方公里，总人口8080人，其中男性4067人，女性4013人（2011年12月31日），人口密度211人/平方公里。